# Xã Big Rapids, Michigan
Xã Big Rapids (tiếng Anh: Big Rapids Township) là một xã thuộc quận Mecosta, tiểu bang Michigan, Hoa Kỳ. Năm 2010, dân số của xã này là 4.208 người.